# 虚空の逆マトリクス
『虚空の逆マトリクス』（こくうのぎゃくマトリクス、Inverse of Void Matrix）は、森博嗣による短編小説集。

## 概要
- 講談社ノベルス版 - 2003年1月発行 ISBN 4061822969
- 講談社文庫版 - 2006年7月発行 ISBN 4062754614

以下の7作が収録されている。
- トロイの木馬　Trojan Horse Program
- 赤いドレスのメアリィ　Mary is Dressed in Red
- 不良探偵　Defective in Detective
- 話好きのタクシードライバ　That's Enough Talking of Taxi Driver
- ゲームの国（リリおばさんの事件簿1）　The Country of Game
- 探偵の孤影　Sound of a Detective
- いつ入れ替わった?　An Exchange of Tears for Smiles

## あらすじ
トロイの木馬
初出：『21世紀本格』
密室の部屋には、胸に剣が刺さり息絶えている彼女・サヲリと、自分だけ。誰が彼女を殺したのか、自分が愛する彼女を殺す理由はないはずなのに。これは現実なのか、それとも……。
赤いドレスのメアリィ
初出：『別冊文藝春秋』 2002年3月号
バスの待合所のベンチに座っている、目も覚めるような真っ赤なドレスを纏った女性。色白で黒髪のその女性は、どこからどう見ても老婆だ。街の有名人らしいが、正体不明のメアリィさん。ある日私は、昔のメアリィさんを知っている、という男性と出会い、彼女の昔話に聞き入る……。
不良探偵
初出：『小説推理』 2002年10月号
慎一（シンちゃん）とサトルは従兄弟同士。サトルが小説の主人公の探偵に慎一と名付けてから、シンちゃんは、自分を探偵だと思っている。ある日、取材旅行から帰ると、恋人の真由子が殺されていた。誰が犯人なのか!?
話好きのタクシードライバ
初出：『KADOKAWAミステリ』 2002年7月号
タクシーをよく利用するビジネスマン。ダラダラとどうでもいい話を続ける運転手と、そこそこ面白い話をする運転手、果たして今日はどちらだろうか。
ゲームの国（リリおばさんの事件簿1）
初出：『メフィスト』 2001年5月号
佳奈とその家族が働くセメント会社の社員食堂で、殺人事件が起こった。回文同好会主宰者のリリおばさんが事件を華麗に解決に導く。
探偵の孤影
初出：『小説新潮』 2002年1月号
ミスタ・ティモシェンコの下に、姉を探して欲しいと依頼が入る。しかし依頼人は、姉の名前は教えられない、写真も提供できない、それでも探して欲しいと言う。その姉が住んでいたというビルは現在、幽霊ビルと言われている場所だった。
いつ入れ替わった?
初出：『メフィスト』 2002年5月号
食事の約束をしていた萌絵と犀川。「大事な夜」の予感がしていた萌絵。しかし、ひょんなことから未解決の誘拐・身代金要求事件の話に発展。身代金を乗せたはずのタクシーがいつの間にか入れ替わっていた!? 萌絵と犀川、2人の関係の進展が窺える一作。